# Iron Maiden (album)
Pour les articles homonymes, voir Iron Maiden (homonymie).
Albums de Iron Maiden
Killers
(1981)
Singles
1. Running Free
Sortie : 8 février 1980[3]
2. Sanctuary
Sortie : 23 mai 1980[4]

Iron Maiden est le premier album studio du groupe de heavy metal britannique Iron Maiden. Il est sorti le 11 avril 1980 sur le label EMI et est produit par  Will Malone. Il est le seul album du groupe avec le guitariste Dennis Stratton.

## Un premier succès
Le groupe britannique présente ce premier album avec une formation encore instable. L'album s'est très bien vendu compte tenu du fait qu'il était le tout premier du groupe et, qui plus est, d'un genre de musique qui n'était pas diffusé dans toutes les stations de radio. Néanmoins, l'album atteindra la 4e position lors de sa première semaine. L'album est également certifié disque de platine au Royaume-Uni et au Canada ainsi que disque d'or en Allemagne.
L'album a été publié, quelques mois après sa sortie européenne, aux États-Unis avec la chanson Sanctuary en bonus qui était sortie uniquement en Europe comme single.
Malgré l'appartenance du groupe au genre du heavy metal, l'album possède quelques relents punk. Le leader du groupe Steve Harris déclarera néanmoins ne pas aimer ce style, et ne pas apprécier cet album. Les albums suivants ne comporteront plus de sonorités punk.
En 2022, d'après la revue Hard Force, les ventes de l'album sont estimées à 6,3 millions d'exemplaires à travers le monde.
Il est cité dans l'ouvrage de Robert Dimery Les 1001 albums qu'il faut avoir écoutés dans sa vie.

## Liste des titres

### Edition européenne 1980
| No | Titre                | Auteur               | Durée |
| -- | -------------------- | -------------------- | ----- |
| 1. | Prowler              | Steve Harris         | 3:55  |
| 2. | Remember Tomorrow    | Paul Di'Anno, Harris | 5:27  |
| 3. | Running Free         | Di'Anno, Harris      | 3:16  |
| 4. | Phantom of the Opera | Harris               | 7:02  |

| No | Titre                | Auteur      | Durée |
| -- | -------------------- | ----------- | ----- |
| 5. | Transylvania         | Harris      | 4:16  |
| 6. | Strange World        | Harris      | 5:32  |
| 7. | Charlotte the Harlot | Dave Murray | 4:12  |
| 8. | Iron Maiden          | Harris      | 3:35  |

Un seul single en a été extrait.
1. Running Free, 23 février 1980. (Position maximale atteinte: n°34)

Deux autres 45 tours sont sortis peu après, mais leurs titres ne figuraient pas sur l'album.
1. Sanctuary, 23 mai 1980 (Position maximale atteinte: n°29)
2. Women in Uniform, 27 octobre 1980. (Position maximale atteinte: n°35)

### Édition américaine 1980
| No | Titre                | Auteur               | Durée |
| -- | -------------------- | -------------------- | ----- |
| 1. | Prowler              | Steve Harris         | 3:55  |
| 2. | Remember Tomorrow    | Paul Di'Anno, Harris | 5:27  |
| 3. | Running Free         | Di'Anno, Harris      | 3:16  |
| 4. | Phantom of the Opera | Harris               | 7:02  |

| No | Titre                | Auteur                  | Durée |
| -- | -------------------- | ----------------------- | ----- |
| 5. | Transylvania         | Harris                  | 4:16  |
| 6. | Strange World        | Harris                  | 5:32  |
| 7. | Sans titre           | Di'Anno, Harris, Murray | 5:32  |
| 8. | Charlotte the Harlot | Dave Murray             | 4:12  |
| 9. | Iron Maiden          | Harris                  | 3:35  |

### Disque bonus de la réédition 1995
| No | Titre                                                 | Auteur                  | Durée |
| -- | ----------------------------------------------------- | ----------------------- | ----- |
| 1. | Sanctuary                                             | Di'Anno, Harris, Murray | 3:14  |
| 2. | Burning Ambition (face B du Single Running Free)      | Harris                  | 2:42  |
| 3. | Drifter (Live) (face B du Single Sanctuary)           | Harris                  | 6:04  |
| 4. | I've Got the Fire (Live) (face B du Single Sanctuary) | Ronnie Montrose         | 3:14  |

### Réédition 1998
1. Prowler (Harris) : 3:55
2. Sanctuary (Di'Anno / Harris / Murray) : 3:14
3. Remember Tomorrow (Di'Anno / Harris) : 5:27
4. Running Free (Di'Anno / Harris) : 3:16
5. Phantom of the Opera (Harris) : 7:08
6. Transylvania (Harris) : 4:16
7. Strange World (Harris) : 5:32
8. Charlotte the Harlot (Murray) : 4:12
9. Iron Maiden (Harris) : 3:35

Lors de la réédition des albums du groupe en 1998, le groupe y a ajouté une section multimédia reprenant deux clips :
1. Iron Maiden (Live at the Rainbow)
2. Phantom of the Opera (Live at the Rainbow)

### Édition 2020
1. Prowler (Harris) - 3:55
2. Remember Tomorrow (Di'Anno / Harris) - 5:27
3. Running Free (Di'Anno / Harris) - 3:16
4. Phantom of the Opera (Harris) - 7:08
5. Transylvania (Harris) - 4:16
6. Strange World (Harris) - 5:32
7. Charlotte the Harlot (Murray) - 4:12
8. Iron Maiden (Harris) - 3:35

En 2020, le groupe réédite l'album en picture disc vinyle le 9 octobre 2020 pour le 40e anniversaire de sa sortie.

## Musiciens
- Paul Di'Anno : chant
- Dave Murray : guitare
- Dennis Stratton : guitare
- Steve Harris : basse
- Clive Burr : batterie

## Classements et certifications

### Album
Classements
| Pays                                  | Durée du classement | Meilleur classement | Date              |
| ------------------------------------- | ------------------- | ------------------- | ----------------- |
| Allemagne (GfK Entertainment)         | 1 semaine           | 33e                 | 16 octobre 2020   |
| Belgique (W) (Ultratop)               | 1 semaine           | 31e                 | 17 octobre 2020   |
| Écosse (Scottish Album Chart)         | 2 semaines          | 5e                  | 22 octobre 2020   |
| Espagne (Promusicae)                  | 2 semaines          | 51e                 | 18 octobre 2020   |
| France (SNEP)                         | 32 semaines         | 10e                 | 1980              |
| Italie (FIMI)                         | 3 semaines          | 67e                 | 21 septembre 2006 |
| Portugal (AFP)                        | 2 semaines          | 40e                 | 12 septembre 2021 |
| Royaume-Uni (UK Albums Chart)         | 18 semaines         | 4e                  | 20 avril 1980     |
| Royaume-Uni (UK Rock and Metal Chart) | 10 semaines         | 1er                 | 16 octobre 2020   |
| Suède (Sverigetopplistan)             | 8 semaines          | 24e                 | 16 octobre 2024   |
| Suisse (Schweizer Hitparade)          | 1 semaine           | 38e                 | 18 octobre 2020   |

Certifications
| Pays              | Certification | Ventes    | Date            |
| ----------------- | ------------- | --------- | --------------- |
| Allemagne (BVMI)  | Or            | 250 000 + | 1996            |
| Canada (MC)       | Platine       | 100 000 + | 12 octobre 2006 |
| Royaume-Uni (BPI) | Platine       | 300 000 + | 15 mars 1995    |

### Singles
Classements
| Single       | Chart              | Durée du classement | Position | Date            |
| ------------ | ------------------ | ------------------- | -------- | --------------- |
| Running Free | (UK Singles Chart) | 5 semaines          | 34e      | 2 mars 1980     |
| Running Free | (Single Top 100)   | 1 semaine           | 144e     | 25 octobre 2014 |
| Sanctuary    | (UK Singles Chart) | 5 semaines          | 29e      | 8 juin 1980     |
| Sanctuary    | (Single Top 100)   | 1 semaine           | 134e     | 25 octobre 2014 |